# Lokomotiva 744.1
Lokomotiva řady 744.1, obchodní název EffiShunter 1000, je čtyřnápravová motorová lokomotiva, která je určena zejména pro staniční posun a pro náročný provoz na průmyslových vlečkách, například v hutích, lomech nebo v petrochemických závodech. Vyrábí ji společnost CZ LOKO se sídlem v České Třebové.
Přenos výkonu spalovacího motoru na čtyři hnací dvojkolí lokomotivy je střídavý (AC/AC). Její asynchronní trakční motory jsou napájeny a řízeny individuálně, aby se co nejlépe využilo zatížení příslušného dvojkolí. Vozidlo je schopno i traťové služby.
Pojezd lokomotivy tvoří dva dvounápravové podvozky s individuálním pohonem všech dvojkolí. Trakční motory jsou na nápravách uloženy pomocí valivých ložisek. Hnací soustrojí je uloženo v přední kapotě lokomotivy a tvoří ho spalovací motor Caterpillar a trakční alternátor Siemens. V prostoru přední kapoty  se nachází i většina pomocných pohonů, chlazení spalovacího motoru a pneumatický blok. Věžová kabina strojvedoucího zajišťující výborný rozhled je umístěna před zadní kapotou, kde se nachází elektrický rozvaděč a blok elektrodynamické brzdy. Ovládání celé lokomotivy a automatické vedení vlaku zajišťuje řídicí systém MSV s automatickou regulací rychlosti. Vozidlo je vybaveno i vzdálenou diagnostikou prostřednictvím technologií GSM a GPS. 
Lokomotivu vybavenou pneumatickou brzdou a zajišťovací (střadačovou) brzdou DAKO lze provozovat i ve vícečlenném řízení spolu s lokomotivami řady 753.7 nebo 742.71.

## Výroba a provoz
Prototypová lokomotiva 744.101, která navázala na prototypovou řadu 744, byla vyrobena v roce 2016, následně podstoupila sérii zkoušek. Od roku 2018 CZ LOKO postupně získávalo zakázky na sériovou výrobu těchto strojů. Zpočátku se jednalo o objednatele především z Česka (ČD Cargo) a z Itálie, další lokomotivy pak směřovaly např. do Slovinska.